# Bremsstrahlung

Representação esquemática da radiação bremsstrahlung produzida por um elétron de alta energia desviado no campo elétrico de um núcleo atômico.

Bremsstrahlung (ou radiação de desaceleração) é a radiação produzida quando cargas elétricas sofrem desaceleração. A palavra, de origem alemã, significa: Bremsen = "frear"/"travar" e Strahlung = "radiação".
Quando partículas carregadas, principalmente elétrons, interagem com o campo elétrico de núcleos de número atômico elevado ou com a eletrosfera, elas reduzem a energia cinética, mudam de direção e emitem a diferença de energia sob a forma de ondas eletromagnéticas, denominadas de raios X de freamento/desaceleração ou "bremsstrahlungs".
A energia dos raios X de freamento ou desaceleração depende fundamentalmente da energia da partícula incidente. Os raios X gerados para uso médico e industrial não passam dos 500 keV, embora possam ser obtidos em laboratório raios X até com energia na ordem centenas de MeV. Como o processo depende da energia e da intensidade de interação da partícula incidente com o núcleo e de seu ângulo de "saída", a energia da radiação produzida pode variar de zero a um valor máximo, sendo contínuo seu espectro em energia.
Ao interagir com a matéria, a radiação incidente pode também transformar total ou parcialmente sua energia em outro tipo de radiação. Isso ocorre na geração dos raios X de freamento, na produção de pares e na radiação de aniquilação. Já raios X característicos são provenientes da interação em processos de decaimento.

## Raios X característicos
Quando ocorre a captura eletrônica ou outro processo que retire elétrons da eletrosfera do átomo, a vacância originada pelo elétron é imediatamente preenchida por algum elétron de orbitais superiores. Ao passar de um estado menos ligado para outro mais ligado (por estar mais interno na estrutura eletrônica), o excesso de energia do elétron é liberado por meio de uma radiação eletromagnética, cuja energia é igual à diferença de energia entre o estado inicial e o final. Ocorre instabilidade do átomo do ânodo, com saltos quânticos e libertação de radiação eletromagnética característica do respectivo material, até que o estado energético do átomo seja mínimo. A denominação "característico" se deve ao fato de que os fótons emitidos na transição, por serem monoenergéticos, revelarem detalhes da estrutura eletrônica do elemento químico e, assim, sua energia e intensidade relativa permitem a identificação do elemento de origem.
A produção de raios X só ocorre por materiais de número atômico elevado (como o caso do tungstênio). Os raios X característicos são, portanto, dependentes dos níveis de energia da eletrosfera e, dessa forma, seu espectro de distribuição em energia é discreto.
Como a emissão de raios X característicos é um fenômeno que ocorre com energia da ordem da energia de ligação dos diversos níveis da eletrosfera, as energias de emissão dos raios X característicos variam de alguns eV a dezenas de keV. Atualmente, baseados no modelo de Bohr, pode-se entender como são gerados os raios característicos e por que o espectro obtido com o tungstênio apresenta apenas linhas discretas.
Quando o elétron proveniente do cátodo incide no ânodo, ele pode expulsar um elétron orbital. A órbita de onde o elétron é expulso depende da energia do elétron incidente e dos níveis de energia do átomo do ânodo. A lacuna deixada por esse elétron é preenchida por um elétron mais externo. 

## Bremsstrahlung elétron-elétron
Um mecanismo considerado importante para números atômicos pequenos {\displaystyle Z} é o espalhamento de um elétron livre nos elétrons da camada de um átomo ou molécula. Como a bremsstrahlung elétron-elétron é uma função de {\displaystyle Z} e a bremsstrahlung elétron-núcleo usual é uma função de {\displaystyle Z^{2}}, a bremsstrahlung elétron-elétron é negligenciável para metais. No entanto, para o ar, desempenha um papel importante na produção de flashes gama terrestres.